# إرجاع (إدارة بيانات)
الإرجاع في تقنية قاعدة البيانات هو إعادة القاعدة إلى وضعية سابقة، إلى ما قبل حصول خطأ مثلاً. وهو بالإنجليزية رولباك «أدار إلى الوراء».